# Cthulhu Mythos
De Cthulhu Mythos is een fictief universum gecreëerd door de Amerikaanse auteur H.P. Lovecraft. Binnen dit universum spelen veel van Lovecrafts verhalen zich af. Reeds tijdens zijn leven spoorde Lovecraft andere schrijvers aan om zijn personages te gebruiken in hun eigen verhalen, met als gevolg dat veel andere schrijvers dit universum als locatie zijn gaan gebruiken.
De term is geïntroduceerd door August Derleth, die de naam baseerde op Cthulhu, een van de bekendste wezens in de verhalen van Lovecraft.

## Ontwikkeling
Robert M. Price omschreef in zijn essay "H. P. Lovecraft and the Cthulhu Mythos" dat de ontwikkeling van de Cthulhu Mythos in twee delen te verdelen is. Het eerste deel, ook wel “de Mythos proper” genoemd, werd door Lovecraft zelf ontwikkeld tijdens zijn leven. Het tweede deel werd uitgewerkt door August Derleth, die na Lovecrafts dood het universum verder vorm gaf.
Lovecraft baseerde de Cthulhu Mythos deels op werk van andere schrijvers waar hij fan van was, zoals Ambrose Bierce en Robert W. Chambers. Lovecraft hield zelf ook contact met een aantal schrijvers, waaronder Clark Ashton Smith, Robert E. Howard, Robert Bloch, Frank Belknap Long, en Henry Kuttner. Lovecraft wisselde vaak ideeën uit met deze schrijvers, die zij op hun beurt in hun verhalen gebruikten. Zo leest in het verhaal "The Children of the Night" van Howard de hoofdpersoon uit de Necronomicon, bedacht door Lovecraft.
Lovecraft zelf gebruikte het door hem bedachte universum enkel als achtergrond om zijn verhalen in te plaatsen.
Na Lovecrafts dood nam August Derleth zijn verhalen eens onder de loep, en maakte de Cthulhu Mythos meer compleet door de verhalen onderling aan elkaar te koppelen en details in te vullen. Zo reorganiseerde hij het door Lovecraft bedachte pantheon van goden volgens een nieuw systeem, gebaseerd op de klassieke elementen. Na Derleth gingen ook andere schrijvers zich bezighouden met de Mythos, waaronder Lin Carter, Colin Wilson, en Brian Lumley.

## Achtergrond

### Opzet
De Cthulhu Mythos speelt zich af in een universum waarin verschillende machtige goden en andere wezens centraal staan. Cthulhu is hiervan de bekendste, al is hij niet de machtigste of belangrijkste van deze goden. Deze goden zijn verantwoordelijk voor veel dingen in het dagelijks leven van mensen, maar de mens zelf is zich hier niet van bewust.

### Goden
De verschillende goden in de mythos zijn te verdelen in drie groepen:
Grote Ouden (Great Old Ones)Oude, buitenaardse wezens met enorme kracht. Ze worden aanbeden door enkele menselijke sektes, en de meeste niet-menselijke rassen in de mythos. De meeste van hen zitten opgesloten op aarde of andere planeten. De reden hiervoor is niet bekend, maar een populaire theorie is dat ze gevangen zijn gezet door de Oudere Goden wegens het gebruik van zwarte magie. Een andere theorie is dat ze zich bewust hebben afgezonderd van het universum. Lovecraft heeft de beroemdste van hen bedacht, maar het merendeel is bedacht door andere schrijvers.
Buitenste Goden (Outer Gods)Goden nog machtiger dan de Grote Ouden. Lovecraft zelf noemde deze goden “overige goden” (other gods), naar zijn verhaal The Other Gods. Ze functioneren op kosmisch niveau. Hun leider is Azathoth.
Oude Goden (Elder Gods)Deze goden zijn tegenstanders van de Buitenste Goden en Grote Ouden. Sommige Lovecraftfans beschouwen hen niet als officieel onderdeel van de mythos daar ze het concept van de strijd tussen goed en kwaad belichamen, terwijl Lovecraft in zijn verhalen duidelijk vermeld dat op het kosmisch niveau waarop de goden bestaan de grens tussen goed en kwaad niet meer bestaat. Net als de andere goden hebben ze echter maar weinig oog voor mensen, hoewel ze hen soms bijstaan. De belangrijkste van deze goden is Nodens, die voorkomt in de verhalen "The Dream-Quest of Unknown Kadath" en "The Strange High House in the Mist"
Enkele van de bekendste goden in de mythos, verdeeld naar de elementen, zijn:
| Lucht                                        | Aarde                                              | Vuur                            | Water                                             |
| -------------------------------------------- | -------------------------------------------------- | ------------------------------- | ------------------------------------------------- |
| Hastur Ithaqua* Nyarlathotep Zhar en Lloigor | Azathoth Cyäegha Nyogtha Shub-Niggurath Tsathoggua | Yog-Sothoth Aphoom-Zhah Cthugha | Cthulhu Dagon Ghatanothoa Mother Hydra Zoth-Ommog |

### Andere wezens

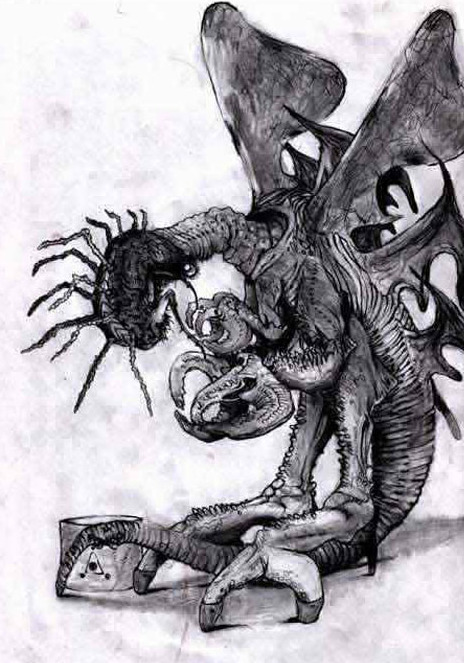
Een Mi-Go

ByakheeEen ras van interstellaire wezens, die Hastur dienen. Ze zijn gemaakt van normale materie, en kunnen dus worden verwond door normale wapens.
Deep OnesEen ras van onder water levende kikkerachtige wezens, die een voorliefde hebben om te paren met mensen in de hoop zo hybriden voort te brengen.
Elder ThingsFictieve buitenaardse wezens. Ze maken hun debuut in het verhaal At the Mountains of Madness. Ze hadden de aarde reeds een miljard jaar geleden gekoloniseerd, maar stierven uit tijdens de ijstijd. Ze zijn onder andere de scheppers van de Shoggoths en waren mogelijk verantwoordelijk voor het ontstaan van leven op aarde. Hun technologie was zeer geavanceerd.
ShoggothMonsters gemaakt door de Elder Things.
Grote ras van YithEen buitenaards ras dat zijn debuut maakt in het verhaal The Shadow Out of Time. Ze zijn de enige wezens ooit die het geheim van tijdreizen hebben ontdekt. Verder beschikken ze over psychische krachten.
Mi-GoEen buitenaards ras dat zijn debuut maakt in het verhaal The Whisperer in Darkness. Ze zijn grote, roze, kreeftachtigen, gemaakt van een soort materie die normaal niet voorkomt op aarde. Ze hebben onder ander de technologie om een menselijk brein los van het lichaam in leven te houden. Voor mensen lijken ze slecht, maar dat is enkel omdat hun morele waarden compleet vreemd zijn naar menselijke maatstaven.
Hounds of TindalosWezens die zich ophouden in het verre verleden van de aarde. Ze leven in de zogenaamde "hoeken" van de tijd, terwijl andere wezens, zoals mensen, bestaan in de "bochten" van de tijd. Ze kunnen zich materialiseren via hoeken van 120 graden of meer. Als een mens per ongeluk de hoeken van de tijd binnen gaat en hun aandacht trekt, zullen ze hem blijven achtervolgen.

### Sektes
In de Cthulhu Mythos komen verschillende sektes voor, waarvan de meeste aanbidders zijn van de god Nyarlathotep of de Grote Ouden.
Black BrotherhoodEen groep internationale terroristen die de terugkeer van de Grote Ouden in gang willen zetten. Ze voeren onder andere politieke aanslagen uit. De meeste leden sterven of plegen zelfmoord kort na een succesvolle aanslag.
Brotherhood of the BeastEen sekte die Nyarlathotep aanbidt onder de naam “het beest”. De groep is gesticht door Nephren-Ka, een Egyptische priester uit de 14e dynastie.
Brotherhood of the Black PharaohEen tweede sekte van Oud-Egyptische oorsprong. Zij kennen Nyarlathotep onder de naam “zwarte farao”. De groep heeft onder andere banden met de Brotherhood of the Beast, en een subgroep genaamd Children of the Sphinx.
Brothers of the Yellow SignEen sekte die de god Hastur aanbidt. De sekte wordt geleid door een groep onsterfelijken afkomstig uit het rijk K'n-yan.
Chesuncook Witch CovenEen sekte die de god Shub-Niggurath aanbidt.
Chorazos CultEen sekte die de god Yog-Sothoth aanbidt. De sekte is ontstaan in de late 16e eeuw, in de bergen van Roemenië.
Church of Starry WisdomEen derde sekte die Nyarlathotep aanbidt. De sekte werd in 1844 opgericht door professor Enoch Bowen, een archeoloog en occultist. De sekte werd in 1877 officieel opgeheven, maar bestaat in het geheim nog steeds.
Cult of the Bloody TongueEen Keniaanse sekte die Nyarlathotep aanbidt.
Esoteric Order of DagonDe primaire religie in het plaatsje Innsmouth van begin 20e eeuw. Deze sekte vereert Dagon, Mother Hydra, en Cthulhu.

## Media

### Lovecrafts verhalen
De volgende verhalen van Lovecraft maken deel uit van de Cthulhu Mythos:
- The Nameless City (1921, november, The Wolverine, No. 11)
- The Festival (1925, januari, Weird Tales, 5, No. 1)
- The Colour Out of Space (1927, september, Amazing Stories, Vol. 2, No. 6)
- The Call of Cthulhu (1928, februari, Weird Tales, 11, No. 2)
- The Dunwich Horror (1929, april, Weird Tales, 13, No. 4)
- The Whisperer in Darkness (1931, augustus, Weird Tales, 18, No. 1)
- The Dreams in the Witch-House (1933, juli, Weird Tales, 22, No. 1)
- At the Mountains of Madness (1936, februari–april, Astounding Stories, 16, No. 6 - 17, No. 2)
- The Shadow Over Innsmouth (1936, The Shadow over Innsmouth, Visionary Publishing Co.)
- The Shadow Out of Time (1936, juni, Astounding Stories, 17, No. 4)
- The Haunter of the Dark (1936, december, Weird Tales, 28, No. 5)
- The Thing on the Doorstep (1937, januari, Weird Tales, 29, No. 1)
- The Case of Charles Dexter Ward (postuum gepubliceerd in 1941, May & July, Weird Tales, 35, Nos. 9 & 10; geschreven in 1927)

### Rollenspel
Een ander medium dat sterk bij heeft gedragen aan de vormgeving van de mythos, is het RPG Call of Cthulhu RPG, uitgegeven door Chaosium in 1981. Dit spel is ontworpen door Sandy Petersen, en voegde nog meer details toe aan de mythos. Veel hedendaagse schrijvers die bijdragen aan de mythos gebruiken dit spel als uitgangspunt.

### Populaire cultuur
De Cthulhu Mythos heeft veel schrijvers en producers geïnspireerd. Referenties naar de mythos zijn te vinden in series als Babylon 5: Thirdspace, Doctor Who, The Grim Adventures of Billy and Mandy, South Park,  Justice League, Night Gallery, The Real Ghostbusters en Scooby-Doo! Mystery Incorporated.
In 1984 wijdde de heavymetalband Metallica op het album Ride the Lightning een instrumentaal nummer aan Chtulhu genaamd The Call of Ktulu. Op het album " Master of Puppets " werd er gerefereerd aan de mythos in het nummer " The thing that should not be "

Films gebaseerd op de Cthulhu Mytho zijn The Call of Cthulhu, City of the Living Dead, Dagon, In the Mouth of Madness, Cthulhu en The Last Lovecraft: Relic of Cthulhu.
Referenties naar de Cthulhu Mytho zijn verder te vinden in tal van strips, spellen en muziek.